# Gəncə
Gəncə (IPA: [ɟænˈʤæ]; in armeno Գանձակ?, Gandʾak; in russo Гянджа?, Gjandža; in persiano  گنجه ‎, Ganjeh), nota anche come Ganja, è una città dell'Azerbaigian, la più popolosa del Paese dopo la capitale Baku.
Fino al 1804 la città fu capitale del Khanato di Ganja, dopodiché divenne il centro del Governatorato di Elizavetpol' dell'Impero russo.

## Etimologia
Anche se alcune fonti dell'epoca islamica medievale attribuiscono la costruzione della città a un sovrano arabo musulmano di nome Muhammad ibn Khalid al-Shaybani, gli storici moderni ritengono che il nome Ganja derivi dal neo-persiano ganj ("tesoro") e in una fonte araba il nome registrato come Janza (dal medio persiano ganza) suggerisce che la città esistesse in epoca preislamica e che fu probabilmente fondata nel V secolo. Secondo alcune fonti, passò di mano tra persiani, khazari e arabi anche nel VII secolo. L'area in cui si trova Ganja era conosciuta come Arran dal IX al XII secolo; la sua popolazione urbana parlava principalmente la lingua persiana.
La città fu ribattezzata Elizavetpol' (in cirillico: Елизаветполь?; AFI: [jɪlʲɪzəvʲɪtˈpolʲ]) durante il periodo dell'Impero russo. Dopo l'incorporazione nell'Unione Sovietica il suo nome fu cambiato di nuovo nel 1935 in Kirovabad (in cirillico: Кировабад?; [kʲɪrəvɐˈbat]) e mantenne tale denominazione per la maggior parte del resto del periodo sovietico. Nel 1989, durante la perestrojka, la città riacquistò il nome originale di Gəncə.

## Geografia fisica
La città sorge all'interno dell'Azerbaigian, a metà strada fra Tbilisi e Baku, a 400-450 metri sopra il livello del mare, sulla pianura del Kura-Aras nell'ovest dell'Azerbaigian. Si trova alle pendici nord-orientali delle catene montuose del Piccolo Caucaso sul fiume Gəncəçay.
La città confina con i rayon amministrativi di Göygöl a sud, ovest e nord-ovest e Samukh a nord-est.

### Clima
| Gəncə (1991-2020) Fonte:    | Mesi         | Mesi         | Mesi         | Mesi        | Mesi        | Mesi        | Mesi        | Mesi        | Mesi        | Mesi        | Mesi        | Mesi         | Stagioni | Stagioni | Stagioni | Stagioni | Anno  |
| Gəncə (1991-2020) Fonte:    | Gen          | Feb          | Mar          | Apr         | Mag         | Giu         | Lug         | Ago         | Set         | Ott         | Nov         | Dic          | Inv      | Pri      | Est      | Aut      | Anno  |
| --------------------------- | ------------ | ------------ | ------------ | ----------- | ----------- | ----------- | ----------- | ----------- | ----------- | ----------- | ----------- | ------------ | -------- | -------- | -------- | -------- | ----- |
| T. max. media (°C)          | 7,1          | 8,5          | 13,2         | 18,4        | 24,0        | 29,3        | 32,1        | 31,6        | 26,3        | 20,0        | 12,9        | 8,5          | 8,0      | 18,5     | 31,0     | 19,7     | 19,3  |
| T. media (°C)               | 3,3          | 4,3          | 8,3          | 13,1        | 18,7        | 23,6        | 26,3        | 25,9        | 21,1        | 15,3        | 8,7         | 4,7          | 4,1      | 13,4     | 25,3     | 15,0     | 14,4  |
| T. min. media (°C)          | 0,9          | 1,6          | 5,0          | 9,4         | 14,7        | 19,3        | 21,8        | 21,6        | 17,2        | 12,2        | 6,1         | 2,4          | 1,6      | 9,7      | 20,9     | 11,8     | 11,0  |
| T. max. assoluta (°C)       | 22,8 (1971)  | 25,0 (1904)  | 28,0 (1899)  | 35,6 (1998) | 39,5 (2007) | 39,2 (1942) | 42,0 (2010) | 41,7 (2014) | 38,8 (2002) | 33,4 (1952) | 29,0 (2020) | 23,3 (1962)  | 25,0     | 39,5     | 42,0     | 38,8     | 42,0  |
| T. min. assoluta (°C)       | −17,8 (1935) | −15,2 (1972) | −12,0 (1898) | −3,2 (2004) | 1,5 (1952)  | 5,8 (1916)  | 10,4 (2006) | 10,5 (1909) | 2,8 (1894)  | −0,6 (1965) | −7,9 (1941) | −13,0 (1899) | −17,8    | −12,0    | 5,8      | −7,9     | −17,8 |
| Nuvolosità (okta al giorno) | 5,4          | 6,0          | 6,0          | 6,1         | 5,7         | 4,8         | 4,4         | 4,5         | 4,4         | 5,6         | 5,5         | 5,2          | 5,5      | 5,9      | 4,6      | 5,2      | 5,3   |
| Precipitazioni (mm)         | 11           | 31           | 20           | 26          | 42          | 31          | 15          | 30          | 32          | 35          | 18          | 12           | 54       | 88       | 76       | 85       | 303   |
| Giorni di pioggia           | 3            | 4            | 6            | 8           | 9           | 6           | 4           | 3           | 4           | 6           | 6           | 4            | 11       | 23       | 13       | 16       | 63    |
| Nevicate (cm)               | 0            | 0            | 0            | 0           | 0           | 0           | 0           | 0           | 0           | 0           | 0           | 0            | 0        | 0        | 0        | 0        | 0     |
| Giorni di neve              | 3            | 5            | 2            | 0,2         | 0,0         | 0,0         | 0,0         | 0,0         | 0,0         | 0,4         | 1,0         | 2,0          | 10,0     | 2,2      | 0,0      | 1,4      | 13,6  |
| Giorni di nebbia            | 5            | 5            | 5            | 3           | 1           | 0,1         | 0,2         | 0,1         | 1,0         | 2,0         | 4,0         | 5,0          | 15,0     | 9,0      | 0,4      | 7,0      | 31,4  |
| Umidità relativa media (%)  | 71           | 71           | 68           | 70          | 68          | 61          | 59          | 61          | 65          | 74          | 76          | 74           | 72       | 68,7     | 60,3     | 71,7     | 68,2  |
| Vento (direzione-m/s)       | W 1,8        | W 2,0        | W 2,2        | E 2,3       | E 2,1       | E 2,3       | E 2,2       | E 2,1       | E 1,9       | E 1,7       | W 1,7       | W 1,6        | 1,8      | 2,2      | 2,2      | 1,8      | 2,0   |

## Storia

### Fondazione della città
Secondo alcune fonti arabe medievali, la città di Gəncə fu fondata nell'859-860 da Muḥammad b. Khālid b. Yazīd b. Mazyad, il governatore arabo della regione sotto il regno del califfo al-Mutawakkil e fu così chiamata, perché vi fu trovato un tesoro. La leggenda racconta che il governatore arabo ebbe un sogno, durante il quale una voce gli disse di scavare sotto una delle tre colline dove aveva posto il campo: avrebbe trovato un grande tesoro. La voce disse, inoltre, di usare il tesoro per fondare una nuova città. Il governatore così fece e informò il califfo sia del tesoro che della nuova città. Il califfo nominò Muḥammad governatore della città a patto che consegnasse le monete del tesoro.

### Età feudale
Importante città storica del Caucaso meridionale, Ganja ha fatto parte dell'Impero sasanide, del grande Impero selgiuchide, del Regno di Georgia, dell'Atabeg dell'Azerbaigian, dell'Impero corasmio, dell'Ilkhanato, dell'Impero timuride, del Kara Koyunlu, dell'Ak Koyunlu, e degli imperi persiani (safavide, afsharide, zand e qajar).

### XVI-XIX secolo
Per un breve periodo, Gəncə fu ribattezzata Abbasabad da Shah Abbas dopo la guerra contro gli ottomani. Egli costruì una nuova città a 8 chilometri a sud-ovest di quella vecchia, ma il nome in quel tempo il nome cambiò nuovamente in Gəncə. Durante il governo safavide, era la capitale della provincia del Karabakh. Nel 1747, Gəncə divenne il centro del Khanato di Ganja per alcuni decenni dopo la morte di Nader Shah, fino all'avvento delle dinastie iraniane Zand e Qajar. I khan / duchi che de facto hanno auto-governato il khanato, erano subordinati al governo centrale nell'Iran continentale e provenivano da un ramo della famiglia iraniana Qajar. Gəncə è anche il luogo di nascita del famoso poeta persiano Nizami Ganjavi.
Nel 1813 alla fine della guerra russo-persiana, con il Trattato di Golestan, il Khanato di Gəncə fu ceduto dalla Persia alla vincente Russia. Gli iraniani riuscirono brevemente a cacciare i russi da Gəncə durante l'offensiva del 1826 durante la guerra russo-persiana del 1826-1828, ma il trattato di Turkmenchay risultante rese definitiva la sua inclusione nell'Impero russo.
Rinominata Elizavetpol' (Елизаветполь) dal nome della moglie di Alessandro I di Russia, Elisabetta Aleksejevna, nel 1868 divenne capitale del Governatorato di Elizavetpol. Il nome russo non fu accettato dagli azeri che continuarono a chiamare la città Ganja.

### XX secolo
Elizavetpol' (Gəncə) è stata uno dei principali siti dei massacri armeno-tartari del 1905-1907. Nel 1918, Gəncə divenne la capitale temporanea della Repubblica Democratica dell'Azerbaigian, a quel punto fu ribattezzata di nuovo Gəncə, fino a quando Baku fu riconquistata dalla dittatura centrocaspiana sostenuta dai britannici. Nell'aprile 1920, l'Armata Rossa occupò l'Azerbaigian. Nel maggio 1920, Gəncə fu teatro di una ribellione antisovietica repressa, durante la quale la città fu pesantemente danneggiata dai combattimenti tra gli insorti e l'Armata Rossa. Nel 1935, Stalin ribattezzò la città in Kirovabad in onore di Sergej Kirov. Nel 1991 l'Azerbaigian ha ristabilito la sua indipendenza e l'antico nome della città è stato restituito.
Nel novembre 1988, il pogrom di Kirovabad costrinse la popolazione armena locale a lasciare la città.

### XXI secolo
La ricostruzione nel XXI secolo ha portato a cambiamenti radicali nello sviluppo urbano della città, trasformando la vecchia città sovietica in un fulcro di grattacieli ad uso misto.
Nel 2020, durante la guerra nel Nagorno-Karabakh, Gəncə è stata più volte bombardata.

## Amministrazione

### Gemellaggi
- Newark
- Rustavi

## Sport

### Calcio
La squadra principale della città è il Kəpəz Professional Futbol Klubu.

## Galleria d'immagini

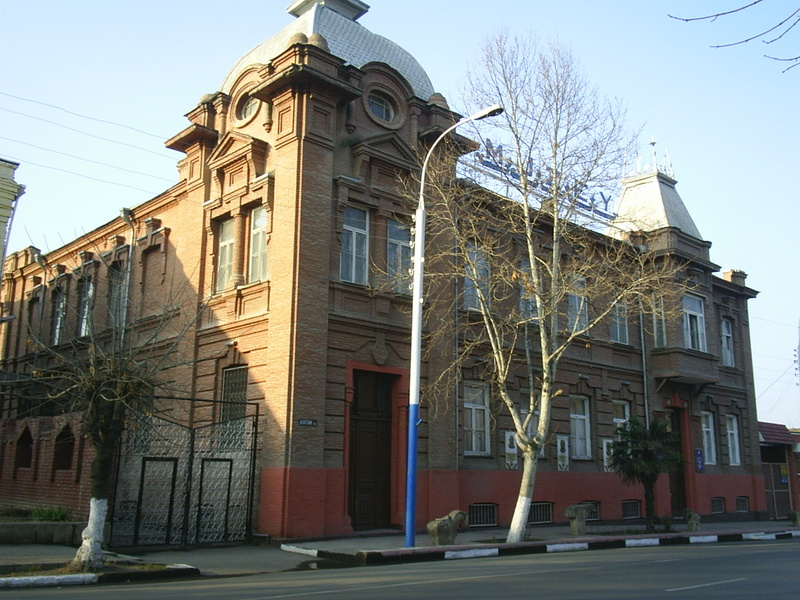
Museo archeologico
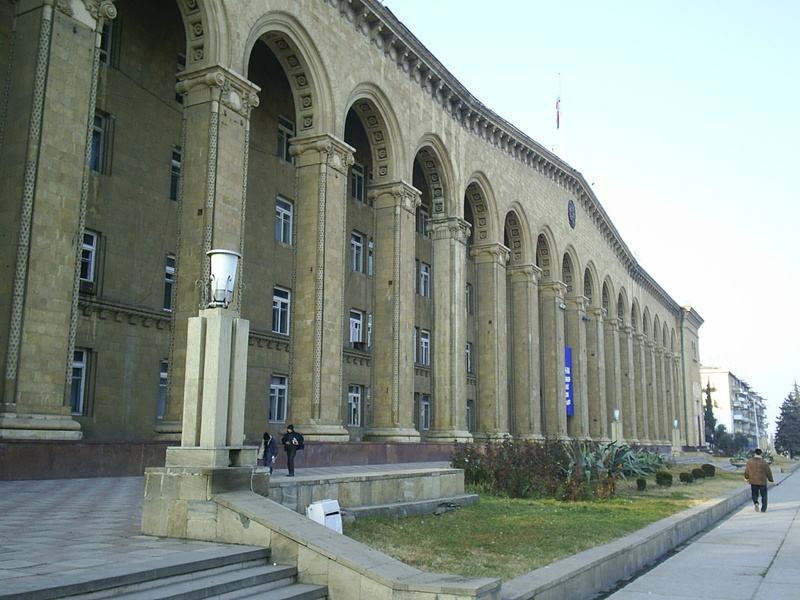
Municipio
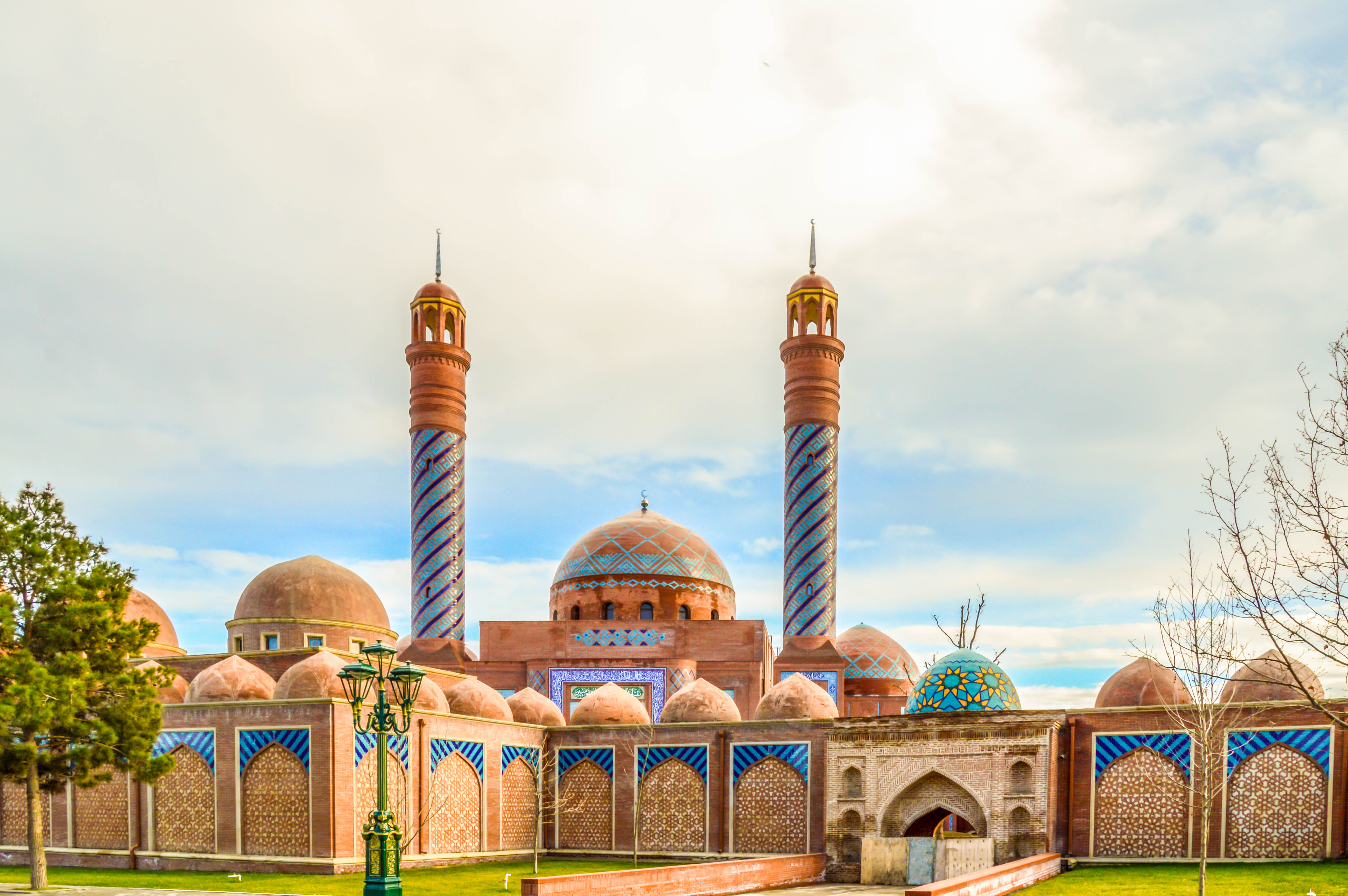
Complesso religioso di Imamzadeh
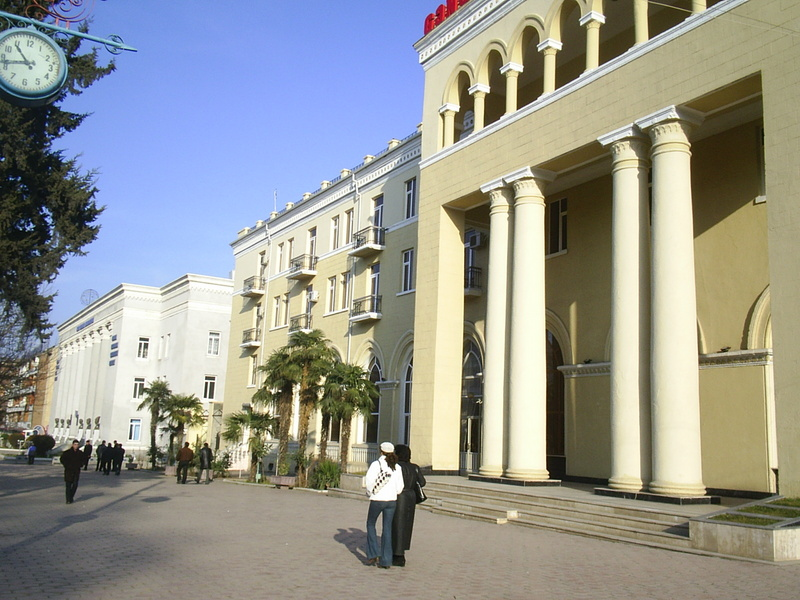
Centro cittadino
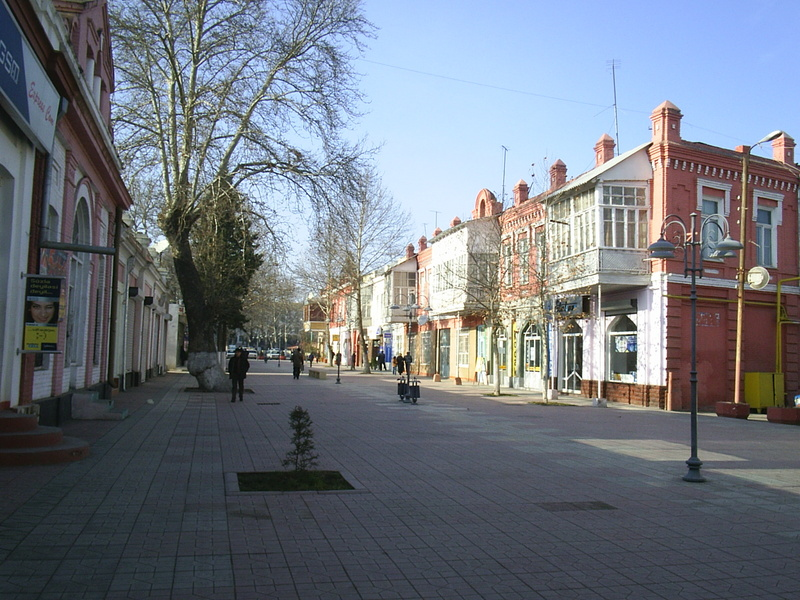
Via Cavadxan (ex via Ganja e prima ex via Sabir)
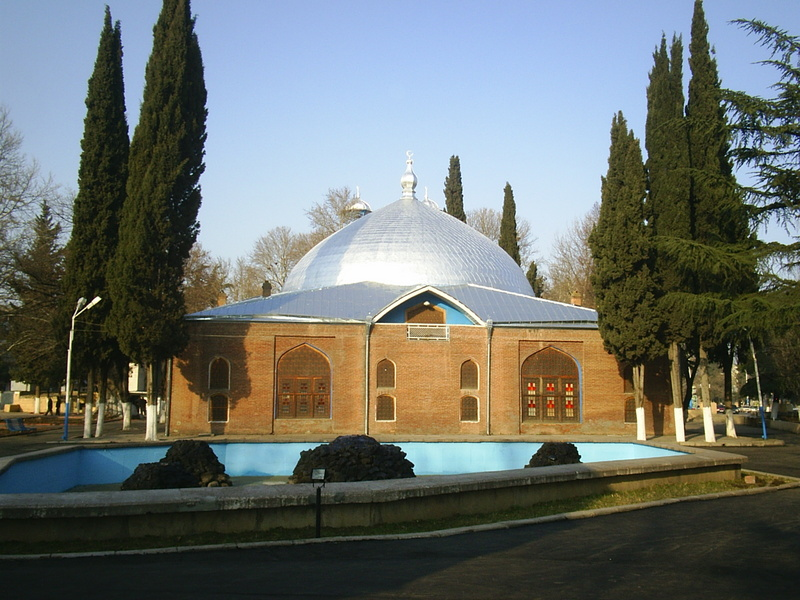
Moschea Shah Abbas
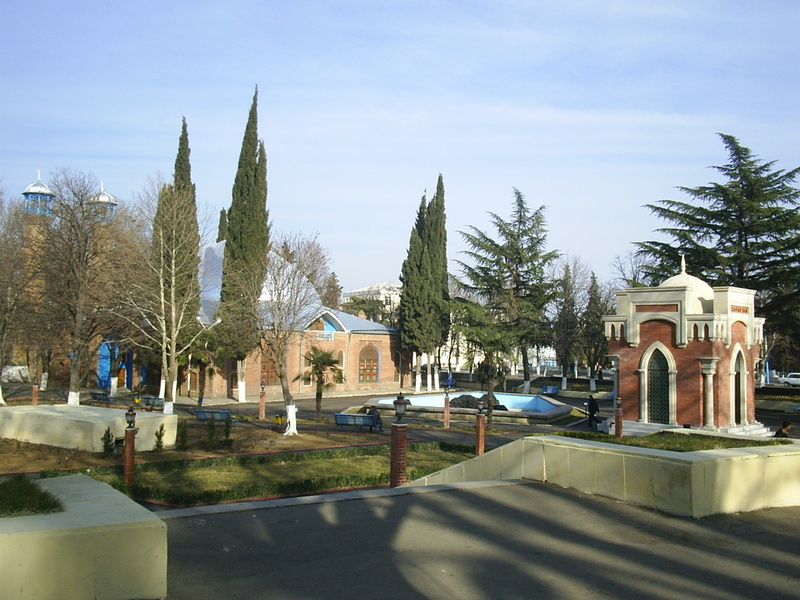
Dintorni della moschea Shah Abbas
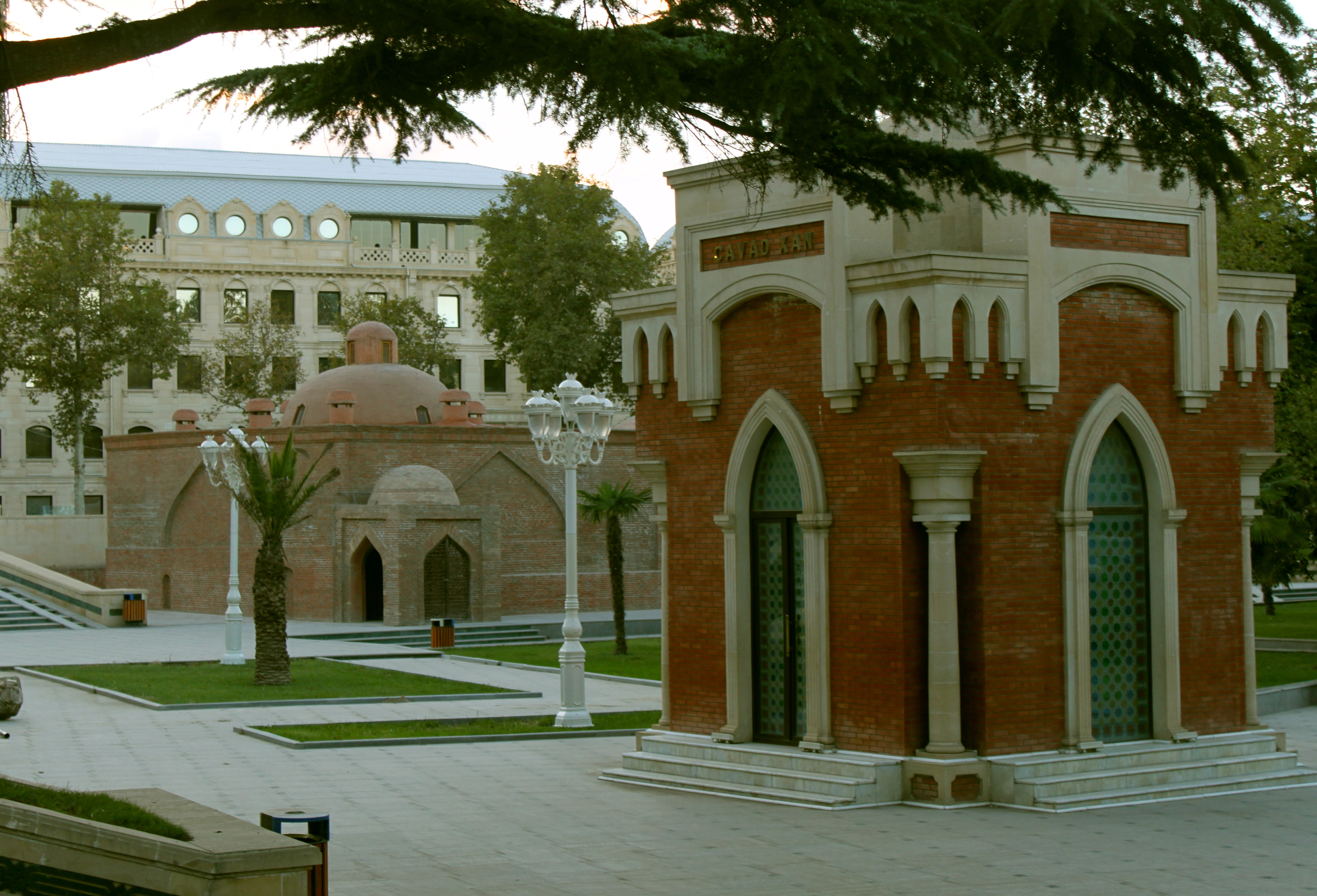
Il Chokak Hamam e la tomba del khan Javad